# Franc Ekar
Franc Ekar, gospodarstvenik, alpinist,  gorski reševalec, gorski vodnik, učitelj smučanja, lovec, veteran vojne za Slovenijo, * 17. oktober 1942.
Bil je predsednik Planinske zveze Slovenije in udeleženec prve odprave v Hindukuš. Opravil je več kot 400 plezalnih vzponov, med drugim tudi osem prvenstvenih smeri v slovenskih Alpah.
Od leta 2002 do leta 2006 je bil župan Občine Preddvor. Na državnozborskih volitvah leta 2011 je kandidiral na listi LDS.

## Življenje
Rojen je bil oktobra leta 1942 v Preddvoru. Po končani osnovni šoli v rojstnem kraju in srednji industrijski šoli Iskra v bližnjem Kranju je najprej dokončal študij na Višji šoli za organizacijo dela Kranj in pridobil izobrazbo inženir organizacije dela. Nato pa je leta 1988 dokončal še univerzitetni študij in leta 1991 magisterij na Fakulteti za organizacijske vede v Kranju.
V podjetju Iskra Kranj se je zaposlil 1961, kjer je delal v razvojnem oddelku, oddelku polprevodnikov in stikal ter v plansko analitskem oddelku zunanje trgovine. V podjetju Gorenjski tisk je bil od leta 1973 do leta 1977 zaposlen kot komercialni direktor, bil pa je tudi odgovorni urednik časopisa »Ogledalo«. Od 1978 do 1999 je bil direktor Poslovno prireditvenega centra Gorenjski sejem v Kranju. Bil je tudi predsednik izvršnega odbora Stanovanjske zadruge Kranj (1972–1982) in predsednik sejemske sekcije slovenskih sejmov pri Gospodarski zbornici Slovenije (1984–1989). Bil je pobudnik novih sejemskih prireditev za gozdarstvo, kmetijstvo, civilno zaščito, naravovarstveno lovstvo in projekta Made in Slovenije (SQ – slovenska kakovost), katerega namen je bil spodbujati nakupe izdelkov in storitev slovenskega porekla.

## Delo

### Alpinizem
Ekar se je kot trinajstletnik, leta 1956 včlanil v Planinsko društvo Kranj (in s tem v Planinsko zvezo Slovenije), kar je bila posledica vzgoje in okolice njegovega bivanja. Franci se je namreč že s prvimi koraki začel seznanjati s gorami, saj so oboji stari starši imeli kmetijska posestva v gorskem svetu v dolini Bistrice, Zaplate in Potoške gore. 
Za načelnika Alpinističnega odseka Kranj je bil prvič izvoljen 1963, za predsednika Planinskega društva Kranj pa 1973 (kar je ostal vse do 2011). V tem obdobju se je z odličnimi plezalnimi vzponi v Centralnih Alpah vpisal med takratne vrhunske alpiniste in si pridobil tudi status vrhunskega športnika. Kot alpinist je opravil več kot 400 plezalnih vzponov, med drugim tudi osem prvenstvenih smeri v slovenskih Alpah (v Kranjski Rinki, Skuti, Dolgem hrbtu, Dolški Škrbini idr.). Med njimi po obisku in veljavi verjetno najbolj izstopajo Jubilejna smer v Dolgem hrbtu in Zajeda Ekar Jamnik v Dolški Škrbini ter zimski smeri Centralna v zahodnem ostenju Kokrške Kočne in Žleb med Veliko Koroško Babo in Ledinskim vrhom. 
V šestdesetih in sedemdesetih letih 20. stoletja je bil udeleženec več odprav v tuja gorstva (npr. Kavkaz leta 1963, Pamir leta 1967, Hindukuš leta 1971). Med vzponi zunaj Slovenije je potrebno omeniti vzpon preko celotnega montblanškega grebena Peuterey, pa smer Sentinelle Rouge v vzhodnem ostenju Brenve Mont Blanca, Južni greben Aig Noire itd., kar so bile prve slovenske (oziroma jugoslovanske) ponovitve.
1961 je opravil izpit za gorskega reševalca, 1974 izpit za letalca reševalca, danes pa je zapisan med pionirje helikopterskega gorskega reševanja. 1964 je opravil tudi izpit za gorskega vodnika za plezalne vzpone in turno smučanje. Leta 1977 ga je skupščina učiteljev in trenerjev smučanja SZS razglasila za častnega učitelja smučanja.
V času predsedovanja PD Kranj se je za namene varnejšega planinskega pohodništva leta 1976 na Ekarjevo pobudo oblikoval in uresničil projekt usposabljanj za prostovoljne planinske vodnike pri PZS. V letu 1977 pa je izšel alpinistično plezalni vodnik Ravenska Kočna v slovenskem in tudi nemškem jeziku (založilo PD Kranj). Na njegovo pobudo so bili zgrajeni tudi Kranjska koča na Ledinah pri ledeniku pod Skuto in nov planinski dom na Krvavcu, poleg tega pa je bil obnovljen tudi dotrajan dom na Kališču (veliko je pripomogel, da je Agrarna skupnost Bašelj pridobila zemljišče za ta planinski dom). Po njegovi pobudi in prizadevanjih so na Sv. Jakobu zgradili planinsko postojanko ter postavili tovorne žičnice na Kališče in na Ledine. V letu 1989 je bila ustanovljena planinska sekcija  v rojstnem kraju Preddvor v sklopu PD Kranja. V letu 2006 je županu Ekarju uspelo, da je  lastnica lovske koče v Hudičevem borštu na Zaplati podarila to lovsko kočo z zemljiščem občini. Občina pa je oddala lovsko kočo v upravljanje PS Preddvor, katero so obnovili in posodobili za odlično atraktivno planinsko zavetišče. Ekar v 2013, ko se ustanovi PD Preddvor, postane tudi član PD Preddvor. Dal je tudi pobudo za nadelavo in zavarovanje novih zahtevnih planinskih poti (po grebenih vrhov obeh Kočen in slovenski pristop na Veliko koroško Babo). Ekar je bil član več komisij Planinske zveze Slovenije, v treh mandatih (1985–1989, 1989–1990, 1990–2001) podpredsednik zveze, od leta 2001 do leta 2010 pa tudi njen predsednik.
Vseskozi je bil tudi pospeševalec mladinskega planinstva. Aktivno je sodeloval kot predavatelj in mentor s planinsko mladino. Leta 1963 je nastala oblika dela in brošura pod imenom »Mladina in Gore«. Sodeloval je s strokovnimi predavanji in praktikumi o varnem gibanju v gorah, kot tudi pri splošnem informiranju o varovanju in lepotah planinskega sveta. Organiziral je preko dvajset naravovarstvenih dni s tematskimi botaničnim planinskimi pohodi. 
V času predsedovanja je PZS usmeril v promocijo planinstva ter v povezovanje z domačimi in tujimi sorodnimi organizacijami. Leta 2002 je PZS postala članica Olimpijskega komiteja Slovenije (OKS), Ekar pa je bil izvoljen za podpredsednika (2002–2004). To je bilo za PZS in njeno dejavnost pomembno obdobje, ko so se pričele aktivnosti in priprave za vključitev športnega plezanja in turnega smučanja med olimpijske športe. V tem obdobju je bil Ekar izvoljen na mesto predsednika »Šport za vse« in za člana Fundacije za šport. PZS je nato na razne načine utrdila mednarodne povezave. Leta 2003 s sporazumom o vsestranskem sodelovanju z nepalsko planinsko zvezo, leta 2005 pa je bil uradno registriran Club Arc Alpin (CAA). Z jasnimi potrebami je PZS podpirala aktivno strokovno sodelovanje s planinci treh dežel – Slovenije, Furlanije Julijske krajine in avstrijske Koroške – in ostalih področij, kar je vse bolj utrjevalo mednarodni ugled zveze. Le ta je pod Ekarjevim vodstvom 2002 odmevno prispevala k Mednarodnemu letu gora, ki se je prvič praznovalo pod okriljem Združenih narodov. PZS je pod njegovim vodstvom uspelo tudi, da je na Kredarici, kljub načrtovani ukinitvi, obstala meteorološka postaja in bila celo posodobljena.
Aprila leta 2004 je Planinska zveza Slovenije (PZS) začela s projektom izgradnje Slovenskega planinskega muzeja, ki je bil slavnostno odprt avgusta 2010. V okviru svojega vodenja osrednje slovenske planinske organizacije si je Ekar prizadeval urediti več planinskih spominskih obeležij. Na primer, Mihajlu Pupinu je bil postavljen spomenik za zasluge pri dogovoru o odmiku državne meje med Italijo in Jugoslavijo (oz. Kraljevino SHS) po prvi svetovni vojni, s čimer je ostalo svet v porečju Save Dolinke in Save Bohinke slovenski, in Slovenci so imeli posledično prost dostop na vrh Triglava tudi za časa rapalske meje. Na rojstni hiši dr. Julijusa Kugyja v Gorici je bila nameščena nova spominska plošča z napisom tudi v slovenščini, odkupljena pa je bila celotna parcela, na kateri stoji spomenik Kugyju v Trenti. Pri spomeniku Štirim srčnim možem se je leta 2004 namestila zastava PZS, ki od takrat tam redno plapola. Ekar je bil tudi pobudnik postavitve spomenika Nejcu Zaplotniku v Kranju leta 2011 ter pobudnik in aktiven koordinator za poimenovanje parka na ljubljanskih Žalah po dr. Mihu Potočniku.
Ob vsesplošnem razvoju turnega kolesarstva in ob razumevanju vodstva PZS je bil leta 2006 v času Ekarjevega  mandata ustanovljen turnokolesarski odsek in kasneje komisija. 
Ekar je vseskozi tudi aktiven pisec v Planinskem vestniku (prvi prispevek je objavil že leta 1961). Novice o planinskih in alpinističnih dogodkih in dosežkih pa priložnostno objavlja tudi v tujih planinskih revijah.
V več kot šestdesetletnem obdobju Ekarja na področju športa, alpinizma in planinstva je vse skozi deloval kot aktiven in prepoznaven prostovoljec.

## Odlikovanja in nagrade
Franci Ekar je za svoje zasluge pri delovanju na področju alpinizma in planinstva na Slovenskem večkratni nagrajenec: je prejemnik srebrnega in zlatega ter častnega znaka PZS - najvišjega slovenskega planinskega priznanja. Je tudi častni predsdenik Planinskega društva Kranj in prejemnik častnega znaka GRS. Odlikovala ga je tudi Nepalska himalajska planinska zveza in Mednarodni olimpijski komite. 
Leta 1998 je prejel častni znak svobode Republike Slovenije z naslednjo utemeljitvijo: »za štiridesetletno organizacijsko delo na področju planinstva, alpinizma in drugih področjih telesne kulture«. Leta 2024 je prejel najvišje slovensko športno odlikovanje »nagrado Stanka Blovdka«.
- Srebrni častni znak Planinske zveze Slovenije za izredne alpinistične dosežke v letu 1962 (1963)

- Zlati častni znak  Planinske zveze Jugoslavije za delo na področju alpinizma in planinstva (1969)

- Zlati častni znak Planinske zveze Slovenije za požrtvovalno delo v planinski organizaciji (1974)

- Častni član Planinske zveze (2006)

- Častni predsednik in častni član Planinskega društva Kranj za zasluge pri razvoju planinstva in alpinizma (2013)
- Bronasto, srebrno, zlato priznanje PD Preddvor

- Diploma in priznanje ob 50 obletnici dela in čez mejnega ustvarjalnega sodelovanja  s planinci »treh dežel«, Avstrijo, Italijo in Slovenijo (2014)

- Častni znak gorsko reševalne službe Planinske zveze Slovenije (1967)

- Plaketo policijske helikopterske enote ob 40-letnem jubileju (2007)

- Zlati znak Civilne zaščite RS (1990)

- Priznanje za življenjsko delo na področju gorskega reševanja Gorske reševalne Zveze (2012)

- Plaketo Civilne zaščite RS za posebne zasluge pri zaščiti in reševanju ljudi (Vlada republike Slovenije Štab civilne zaščite, 1997)

- Plaketo Civilne zaščite RS za življenjsko delo (Vlada republike Slovenije, Štab Civilne zaščite)

- Odlikovanje za posebne zasluge v gasilstvu (Gasilska zveza Slovenije, 1997)

- Priznanje «Dobrotnik« sklada Okrešelj (2011)

- Orden Dela s srebrnim vencem in zasluge za narod s srebrno zvezdo

- RK ZSMS podeli priznanje za uspešno in požrtvovalno delo z mladimi (zlati znak - mentor mladih 1976)

- Diploma Mednarodnega olimpijskega komiteja za razvoj športa, olimpizma in prostovoljstva (2001)

- Plaketa Stanka  Bloudka za aktivnosti na področju telesne kulture in alpinizma (1977)

- Plaketa Borisa Ručigaja za odličnost, organizacijo dela in doseženih uspehov na področju planinstva, športa in alpinizma (1984)

- Nagrada Mestne občine Kranj za delo in dosežke na področju alpinizma in Planinskega društva Kranj (1999)

- Veliko plaketo Mestne očine Kranj za delo in dosežene velike rezultate na področju planinstva in telesne kulture (2012)

- Priznanje Fundacije za šport za zasluge pri uresničevanju poslanstva FŠO (2011)

- Častni znak Svobode (predsednik Republike, 1998)

- Priznanje Prostovoljec leta (Državni svet RS, 2007)

- Red za lovske zasluge: I. II.III. redom za lovske zasluge (Lovska zveza Slovenije, 1987, 1996, 2002)

- Plakete revije Lovec (bronasta 1993 in srebrna 2015)

- Listina Lovske zveze Slovenije ob Ekarjevi 80-letnici

- Zlata plaketa Zveze lovskih družin Gorenjske